# Maud Menten
Maud Leonora Menten (Port Lambton, Ontario, 20 de marzo de 1879 - 26 de julio de 1960) fue una doctora canadiense que realizó importantes aportes en el área de la cinética enzimática junto con la histología.

## Biografía
Estudió en la Universidad de Toronto (Canadá) el grado B.A. (1904). Tres años después, curso estudios científicos de máster (M.B.) en la misma Universidad, investigando la distribución de cloro en los nervios. Ante la dificultad de continuar su carrera científica en Canadá, se trasladó a Nueva York (USA), donde trabajó en el Instituto Rockefeller de Investigación Médica (1908), regresando después a Canadá para estudiar Medicina. En 1911 se graduó en Medicina (M.D.) por la Universidad de Toronto, siendo la primera mujer en conseguir dicho título en esa Universidad (y una de las primeras en Canadá). En 1912 viajó a Berlín, donde trabajó durante un año con Leonor Michaelis en estudios pioneros de cinética enzimática, consiguiendo entre ambos desarrollar un sencillo modelo matemático que describe la variación de la velocidad de las reacciones catalizadas por enzimas en función de las concentraciones del sustrato y cuyo parámetro principal es la constante de Michaelis-Menten.
Después fue a la Universidad de Chicago, donde obtuvo un doctorado en bioquímica en 1916. Consiguió un puesto de profesora ayudante en la facultad de medicina de la Universidad de Pittsburgh en 1923, y fue finalmente promovida a profesora en 1949, cuando tenía 69 años. Menten fue una mujer de gran capacidad y afición por los idiomas, la música y las bellas artes.